# Landhockey vid panamerikanska spelen
Landhockey vid panamerikanska spelen har spelats sedan 1967. Damernas turnering tillkom 1987.

## Historisk överblick över grenar
| Grenar / År         | 1967 | 1971 | 1975 | 1979 | 1983 | 1987 | 1991 | 1995 | 1999 | 2003 | 2007 | 2011 | 2015 | 2019 | 2023 |
| ------------------- | ---- | ---- | ---- | ---- | ---- | ---- | ---- | ---- | ---- | ---- | ---- | ---- | ---- | ---- | ---- |
| Damernas turnering  |      |      |      |      |      | X    | X    | X    | X    | X    | X    | X    | X    | X    | X    |
| Herrarnas turnering | X    | X    | X    | X    | X    | X    | X    | X    | X    | X    | X    | X    | X    | X    | X    |

## Medaljsammanfattning

### Damernas turnering
| Spel (gren) | Värdort – damernas landhockey          | Final     | Final              | Final     | Match om tredjepris     | Match om tredjepris | Match om tredjepris |
| Spel (gren) | Värdort – damernas landhockey          | Vinnare   | Resultat           | Tvåa      | Trea                    | Resultat            | Fyra                |
| ----------- | -------------------------------------- | --------- | ------------------ | --------- | ----------------------- | ------------------- | ------------------- |
| 1987        | Indianapolis, USA                      | Argentina | 3 – 2              | USA       | Kanada                  | 5 – 0               | Trinidad och Tobago |
| 1991        | Havanna, Kuba                          | Argentina | 0 – 0 (3 – 1 str.) | Kanada    | USA                     | 7 – 0               | Mexiko              |
| 1995        | Mar del Plata, Argentina               | Argentina | 3 – 2              | USA       | Kanada                  | 4 – 0               | Kuba                |
| 1999        | Winnipeg, Kanada                       | Argentina | 5 – 2              | USA       | Kanada                  | 2 – 0               | Trinidad och Tobago |
| 2003        | Santo Domingo, Dominikanska republiken | Argentina | 3 – 1              | USA       | Uruguay                 | 2 – 2 (5 – 4 str.)  | Chile               |
| 2007        | Rio de Janeiro, Brasilien              | Argentina | 4 – 2              | USA       | Nederländska Antillerna | 2 – 1               | Chile               |
| 2011        | Guadalajara, Mexiko                    | USA       | 4 – 2              | Argentina | Chile                   | 3 – 0               | Kanada              |
| 2015        | Toronto, Kanada                        | USA       | 2 – 1              | Argentina | Kanada                  | 1 – 0               | Chile               |
| 2019        | Lima, Peru                             | Argentina | 5 – 1              | Kanada    | USA                     | 5 – 1               | Chile               |
| 2023        | Santiago, Chile                        | Argentina | 2 – 1              | USA       | Chile                   | 2 – 0               | Kanada              |

### Herrarnas turnering
| Spel (gren) | Värdort – herrarnas landhockey         | Final     | Final              | Final               | Match om tredjepris | Match om tredjepris | Match om tredjepris |
| Spel (gren) | Värdort – herrarnas landhockey         | Vinnare   | Resultat           | Tvåa                | Trea                | Resultat            | Fyra                |
| ----------- | -------------------------------------- | --------- | ------------------ | ------------------- | ------------------- | ------------------- | ------------------- |
| 1967        | Winnipeg, Kanada                       | Argentina | 5 – 0              | Trinidad och Tobago | USA                 | 1 – 0               | Kanada              |
| 1971        | Cali, Colombia                         | Argentina | 1 – 0              | Mexiko              | Kanada              | 1 – 0               | Chile               |
| 1975        | Mexico City, Mexiko                    | Argentina | 1 – 0              | Kanada              | Mexiko              | 2 – 0               | Jamaica             |
| 1979        | San Juan, Puerto Rico                  | Argentina | 3 – 0              | Kanada              | Mexiko              | 5 – 3 (ö.t.)        | Kuba                |
| 1983        | Caracas, Venezuela                     | Kanada    | 3 – 1              | Argentina           | Chile               | 1 – 0               | USA                 |
| 1987        | Indianapolis, USA                      | Kanada    | 3 – 1              | Argentina           | USA                 | 3 – 2               | Chile               |
| 1991        | Havanna, Kuba                          | Argentina | 3 – 0              | Kanada              | USA                 | 7 – 1               | Barbados            |
| 1995        | Mar del Plata, Argentina               | Argentina | 1 – 0              | Kanada              | USA                 | 3 – 2               | Kuba                |
| 1999        | Winnipeg, Kanada                       | Kanada    | 1 – 0              | Argentina           | Kuba                | 6 – 0               | Chile               |
| 2003        | Santo Domingo, Dominikanska republiken | Argentina | 1 – 0              | Kanada              | Kuba                | 6 – 2               | Chile               |
| 2007        | Rio de Janeiro, Brasilien              | Kanada    | 2 – 2 (5 – 4 str.) | Argentina           | Chile               | 5 – 3               | Trinidad och Tobago |
| 2011        | Guadalajara, Mexiko                    | Argentina | 3 – 1              | Kanada              | Chile               | 4 – 3               | Kuba                |
| 2015        | Toronto, Kanada                        | Argentina | 3 – 0              | Kanada              | Chile               | 4 – 1               | Brasilien           |
| 2019        | Lima, Peru                             | Argentina | 5 – 2              | Kanada              | USA                 | 2 – 1               | Chile               |
| 2023        | Santiago, Chile                        | Argentina | 3 – 1              | Chile               | Kanada              | 3 – 2               | USA                 |